# Камишли (Уфимський район)
Камишли́ (рос. Камышлы, башк. Ҡамышлы) — присілок у складі Уфимського району Башкортостану, Росія. Входить до складу Булгаковської сільської ради.
Населення — 758 осіб (2010; 669 в 2002).
Національний склад:
- чуваші — 54 %
- росіяни — 34 %